# Alex Poythress
Alex Poythress (Savannah, 6 settembre 1993) è un cestista statunitense naturalizzato ivoriano, ricopre il ruolo di ala grande/centro.

## Carriera

### Draft NBA 2016 e Summer League
Trascorse gli anni del college all'Università del Kentucky, collezionando nell'anno da senior 10,23 punti e 6,03 rimbalzi di media. Dopo aver trascorso 4 anni al college, si candidò per il Draft NBA 2016, in cui non viene scelto. Partecipa alla NBA Summer League con gli Orlando Magic, che al termine della manifestazione non lo confermarono.

### Indiana Pacers e Fort Wayne Mad Ants (2016-2017)
Il 29 agosto firmò un contratto con gli Indiana Pacers. Tuttavia, dopo aver giocato due partite di preseason, venne tagliato, per essere poi assegnato agli affiliati della NBDL, i Fort Wayne Mad Ants.

### Philadelphia 76ers (2017)
Il 2 aprile 2017 venne messo sotto contratto per le ultime partite della stagione dai Philadelphia 76ers, bisognosi di trovare sostituti per i loro numerosi infortunati, ed esordì il giorno stesso nella partita che i 76ers persero in trasferta contro i Toronto Raptors con il punteggio di 113-105, in cui lui segnò 11 punti in 24 minuti (dopo essere partito dalla panchina) e trovando parole di elogio dall'allenatore Brett Brown. La partita successiva segnò 10 punti nella gara persa in casa dai Sixers per 141-118 contro i Brooklyn Nets. L'11 aprile invece sfoggiò un'altra grande prestazione nella sconfitta intera per 120-111 contro gli Indiana Pacers mettendo a segno 15 punti, contro la squadra che lo tagliò in pre-season. Il 13 aprile, nell'ultima gara della stagione, Poythress partì titolare per la prima volta in carriera in NBA (oltre che con i Philadelphia 76ers) contro i New York Knicks; Poythress disputò una grande partita mettendo a segnò 18 punti nella partita persa in trasferta per 114-113 contro i Knicks.

### Indiana Pacers (2017-2018)
Il 22 agosto firma un two-way contract con gli Indiana Pacers, che termina il 28 dicembre, quando la franchigia gli propone un nuovo contratto solo per la NBA.
Il 7 luglio 2018 viene tagliato.

### Atlanta Hawks (2018-2019)
Il 25 luglio 2018 firma un nuovo two-way contract questa volta con gli Atlanta Hawks.

### Cina e Europa (2019-)
Il 12 agosto 2019 firma un contratto con i Jilin Northeast Tigers, mentre il 2 dicembre dello stesso anno si trasferisce in Turchia, con il Galatasaray, partecipando quindi anche all'EuroCup.

## Statistiche

### NCAA
| Anno      | Squadra           | PG  | PT | MP   | TC%  | 3P%  | TL%  | RP  | AP  | PRP | SP  | PP   |
| --------- | ----------------- | --- | -- | ---- | ---- | ---- | ---- | --- | --- | --- | --- | ---- |
| 2012-2013 | Kentucky Wildcats | 33  | 31 | 25,8 | 58,1 | 42,4 | 68,9 | 6,0 | 0,7 | 0,3 | 0,4 | 11,2 |
| 2013-2014 | Kentucky Wildcats | 40  | 0  | 18,4 | 49,7 | 24,2 | 62,5 | 4,5 | 0,4 | 0,3 | 0,7 | 5,9  |
| 2014-2015 | Kentucky Wildcats | 8   | 8  | 20,3 | 38,1 | 0,0  | 85,7 | 3,8 | 0,3 | 0,5 | 1,5 | 5,5  |
| 2015-2016 | Kentucky Wildcats | 31  | 23 | 23,6 | 60,1 | 30,4 | 70,6 | 6,0 | 0,3 | 0,6 | 0,7 | 10,2 |
| Carriera  | Carriera          | 112 | 62 | 22,1 | 55,1 | 30,2 | 68,6 | 5,3 | 0,5 | 0,4 | 0,7 | 8,6  |

#### Massimi in carriera
- Massimo di punti: 25 vs Alabama (9 gennaio 2016)[14]
- Massimo di rimbalzi: 13 (2 volte)
- Massimo di assist: 3 (2 volte)
- Massimo di palle rubate: 2 (5 volte)
- Massimo di stoppate: 4 vs Texas-Arlington (25 novembre 2014)
- Massimo di minuti giocati: 40 vs Missouri (23 febbraio 2013)

### NBA

#### Regular season
| Anno      | Squadra            | PG | PT | MP   | TC%  | 3P%  | TL%  | RP  | AP  | PRP | SP  | PP   |
| --------- | ------------------ | -- | -- | ---- | ---- | ---- | ---- | --- | --- | --- | --- | ---- |
| 2016-2017 | Philadelphia 76ers | 6  | 1  | 26,2 | 46,3 | 31,6 | 80,0 | 4,8 | 0,8 | 0,5 | 0,3 | 10,7 |
| 2017-2018 | Indiana Pacers     | 25 | 0  | 4,2  | 42,3 | 36,4 | -    | 0,7 | 0,1 | 0,1 | 0,0 | 1,0  |
| 2018-2019 | Atlanta Hawks      | 21 | 1  | 14,5 | 49,4 | 39,1 | 62,1 | 3,6 | 0,8 | 0,2 | 0,5 | 5,1  |
| Carriera  | Carriera           | 52 | 2  | 10,9 | 47,2 | 35,8 | 66,7 | 2,3 | 0,5 | 0,2 | 0,3 | 3,8  |

#### Massimi in carriera
- Massimo di punti: 18 vs New York Knicks (12 aprile 2017)[15]
- Massimo di rimbalzi: 8 (3 volte)
- Massimo di assist: 4 (2 volte)
- Massimo di palle rubate: 1 (10 volte)
- Massimo di stoppate: 2 (3 volte)
- Massimo di minuti giocati: 32 vs New York Knicks (12 aprile 2017)

### G League
| Anno      | Squadra       | PG | PT | MP   | TC%  | 3P%  | TL%  | RP  | AP  | PRP | SP  | PP   |
| --------- | ------------- | -- | -- | ---- | ---- | ---- | ---- | --- | --- | --- | --- | ---- |
| 2016-2017 | F.W. Mad Ants | 46 | 45 | 31,1 | 52,7 | 40,3 | 78,3 | 7,1 | 1,5 | 0,7 | 1,4 | 18,5 |
| 2017-2018 | F.W. Mad Ants | 7  | 7  | 34,0 | 48,2 | 22,7 | 67,5 | 8,9 | 2,7 | 0,9 | 1,3 | 20,0 |
| 2018-2019 | Erie BayHawks | 18 | 18 | 34,8 | 51,6 | 29,6 | 69,8 | 9,7 | 2,9 | 1,2 | 1,3 | 23,7 |
| Carriera  | Carriera      | 71 | 70 | 32,3 | 51,9 | 33,5 | 75,2 | 7,9 | 2,0 | 0,9 | 1,4 | 20,0 |

### Eurolega
| Anno      | Squadra              | PG  | PT | MP   | TC%  | 3P%  | TL%  | RP  | AP  | PRP | SP  | PP  |
| --------- | -------------------- | --- | -- | ---- | ---- | ---- | ---- | --- | --- | --- | --- | --- |
| 2020-2021 | Zenit S. Pietroburgo | 32  | 7  | 18,8 | 59,5 | 0,0  | 71,1 | 4,3 | 0,5 | 0,6 | 0,7 | 8,6 |
| 2021-2022 | Zenit S. Pietroburgo | 23  | 5  | 20,2 | 62,8 | 0,0  | 76,6 | 4,2 | 0,9 | 0,7 | 0,6 | 7,7 |
| 2022-2023 | Maccabi Tel Aviv     | 16  | 13 | 22,3 | 54,6 | 20,0 | 58,7 | 3,6 | 0,8 | 0,5 | 0,6 | 7,8 |
| 2023-2024 | Olimpia Milano       | 30  | 9  | 12,9 | 59,8 | 20,0 | 79,3 | 2,7 | 0,1 | 0,3 | 0,4 | 5,3 |
| Carriera  | Carriera             | 101 | 34 | 17,9 | 59,5 | 12,5 | 70,7 | 3,7 | 0,5 | 0,5 | 0,5 | 7,3 |

### Eurocup
| Anno      | Squadra     | PG | PT | MP   | TC%  | 3P%  | TL%  | RP  | AP  | PRP | SP  | PP   |
| --------- | ----------- | -- | -- | ---- | ---- | ---- | ---- | --- | --- | --- | --- | ---- |
| 2019-2020 | Galatasaray | 7  | 6  | 27,8 | 47,3 | 33,3 | 84,0 | 7,1 | 1,6 | 0,3 | 0,9 | 13,6 |
| Carriera  | Carriera    | 7  | 6  | 27,8 | 47,3 | 33,3 | 84,0 | 7,1 | 1,6 | 0,3 | 0,9 | 13,6 |

## Palmarès

### Squadra
- VTB United League: 1

Zenit San Pietroburgo: 2021-2022
- Campionato israeliano: 1

Maccabi Tel Aviv: 2022-2023
- Coppa di Lega israeliana: 1

Maccabi Tel Aviv: 2022
- Campionato italiano: 1

Olimpia Milano: 2023-2024

### Individuale
- All-NBDL Second Team (2017)
- All-NBDL All-Rookie First Team (2017)
- MVP Coppa di Lega israeliana: 1

Maccabi Tel Aviv: 2022